# Poggio Bracciolini
Giovanni Francesco Poggio Bracciolini, nome umanistico Poggius Florentinus (Terranuova, 11 febbraio 1380 – Firenze, 30 ottobre 1459), è stato un umanista e storico italiano.
È ricordato per aver rimesso in circolazione, sottraendoli a secoli di oblio, diversi capolavori della letteratura latina, tra cui il De rerum natura di Lucrezio, l'Institutio oratoria di Quintiliano e le Silvae di Stazio.

## Biografia

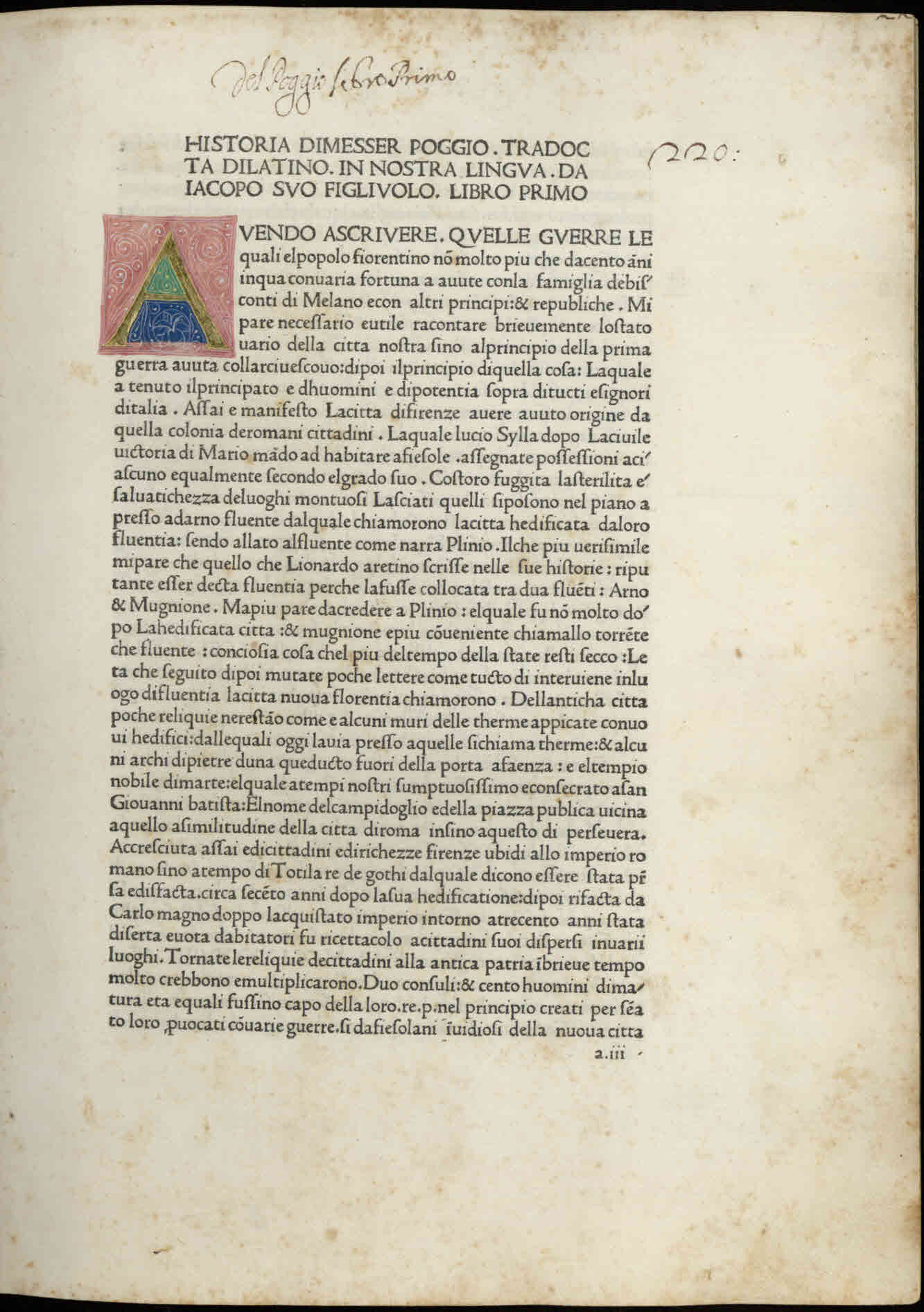
Incipit dellHistoria fiorentina nella traduzione italiana del figlio Iacopo Bracciolini (1476).

Nato da Guccio (mercante di spezie) e da Jacoba Frutti (figlia di un notaio), in gioventù si trasferì a Bologna per compiere gli studi giuridici ma, a causa di un rovescio finanziario del padre, Poggio dovette ritornare in Toscana e seguire gli studi da notaio a Firenze. Per mantenersi iniziò a lavorare come copista. Sviluppò una calligrafia molto apprezzata, tanto che il suo nome giunse a personaggi in vista, come Coluccio Salutati e Leonardo Bruni. Salutati divenne il suo mentore avviandolo agli studi di latino e greco; ebbe notevole influenza sulla sua formazione anche l'umanista Ambrogio Traversari.
Nel 1403, ventitreenne, Poggio si recò a Roma con una lettera di presentazione di Salutati. Fu prima abbreviator, poi si fece strada nella cancelleria papale fino a raggiungere, circa nel 1410, la carica di secretarius domesticus, ossia responsabile della redazione della corrispondenza riservata dell'antipapa Giovanni XXIII, eletto al Concilio di Pisa.
A causa delle vicissitudini del Grande Scisma d'Occidente (1378-1417) si trovò, per la sua posizione, a viaggiare in Germania e in Francia, soprattutto per seguire i lavori del Concilio di Costanza (1414-1418). Il Concilio ebbe un esito infausto per Poggio: Giovanni XXIII fu deposto. Retrocesso di nuovo ad abbreviator e trattato con alterigia, Poggio lasciò l'incarico. Nel 1418 si recò in Inghilterra al seguito del vescovo di Winchester, il cardinale Enrico Beaufort, dove rimase per quattro anni. Nel 1423 ritornò in Italia; durante il viaggio verso Roma sostò a Colonia dove riscoprì una copia della Cena Trimalchionis, excerptum dal Satyricon. A Roma fu reintegrato nell'incarico in Curia da papa Martino V. Fu secretarius domesticus anche dei successori Eugenio IV e Niccolò V, fino al 1453. Attivissimo, lavorava come segretario personale del pontefice, gestiva uno scriptorium e trovava anche il tempo per effettuare traduzioni (specialmente da Senofonte e da Diodoro Siculo) e scrivere dialoghi d'argomento morale.
Nel 1427 Poggio comprò una casa nel paese natale, la "Valdarnina". Da allora in poi vi tornò almeno una volta all'anno. Nel 1436, all'età di cinquantasei anni, si sposò con la diciottenne Vaggia Buondelmonti (nata Selvaggia di Ghino Buondelmonti), appartenente a una famiglia della nobiltà feudale fiorentina. Scrisse il dialogo An seni sit uxor ducenda per spiegare le ragioni di tale scelta tardiva. Vaggia gli diede sei figli: cinque maschi (Pietro Paolo, Giovanni Battista, Jacopo, Giovanni Francesco e Filippo) e una femmina (Lucrezia). Tutti i maschi intrapresero la carriera ecclesiastica, ad eccezione di Jacopo, che, dopo esser divenuto un insigne studioso, fu impiccato a Firenze nel 1478 a seguito del suo coinvolgimento nella congiura dei Pazzi. Poggio ebbe anche molti figli con la sua amante Lucia Pannelli.
Nel 1453 si trasferì a Firenze, presso i Medici. Qui fu Cancelliere della Repubblica fiorentina per cinque anni. Nel 1458 si ritirò a vita privata.
Morì il 30 ottobre del 1459, a pochi mesi di distanza dalla giovane moglie (deceduta a febbraio). Fu sepolto, come ogni concittadino illustre, nella Basilica di Santa Croce, accanto agli altri cancellieri, e suoi amici, Salutati, Bruni e Carlo Marsuppini.
Il paese natale di Bracciolini, Terranuova, ha assunto il nome attuale in suo onore.

## Cacciatore di manoscritti
In conseguenza dei suoi incarichi nella Curia romana, Poggio ebbe l'opportunità di effettuare molte ricerche nelle biblioteche dei monasteri delle aree vicine a Costanza (San Gallo, Reichenau, Cluny), nelle quali riscoprì molte opere dell'antichità. In Germania si sapeva che le abbazie e i conventi contenevano opere latine, ma nessuno le aveva trascritte né diffuse.
Poggio effettuò quattro visite nei monasteri dell'Europa centrale. I classici latini da lui riscoperti furono:
Abbazia di Cluny (1415)
- due orazioni di Cicerone, all'epoca sconosciute agli umanisti: Pro Murena e Pro Roscio Amerino;

Abbazia di San Gallo (1416)
- l'Institutio oratoria di Quintiliano;
- i primi tre libri e metà del quarto degli Argonautica di Valerio Flacco;
- il commento di Quinto Asconio Pediano a cinque orazioni ciceroniane (Orationum Ciceronis quinque enarratio);
- quattro delle sette Verrinae di Cicerone;
- il De utroque homine di Lattanzio;
- i commenti di Prisciano;
- alcuni canti di Virgilio.

Abbazia di San Gallo (1417)
- l'Epitoma rei militaris di Vegezio;
- De significatione verborum di Sesto Pompeo Festo;
- De rerum natura di Lucrezio;
- i Punica di Silio Italico;
- gli Astronomica di Marco Manilio;
- le Silvae di Papinio Stazio, mai lette nel corso del Medioevo;
- le Historiae di Ammiano Marcellino;
- opere di Tertulliano;
- opere dei grammatici Flavio Capro, Eutiche e Probo.

Città di Langres e biblioteca del Duomo di Colonia (1417)
- sette orazioni di Cicerone[9];
- un nuovo codice del De re rustica di Columella;
- il De medicina di Aulo Cornelio Celso.

A San Gallo nel 1416 Poggio Bracciolini trovò una copia del De architectura di Vitruvio. Il trattato, che ebbe grande importanza per l'architettura, dal Rinascimento fino al XIX secolo, era già conosciuto. Bracciolini contribuì ulteriormente alla sua diffusione.

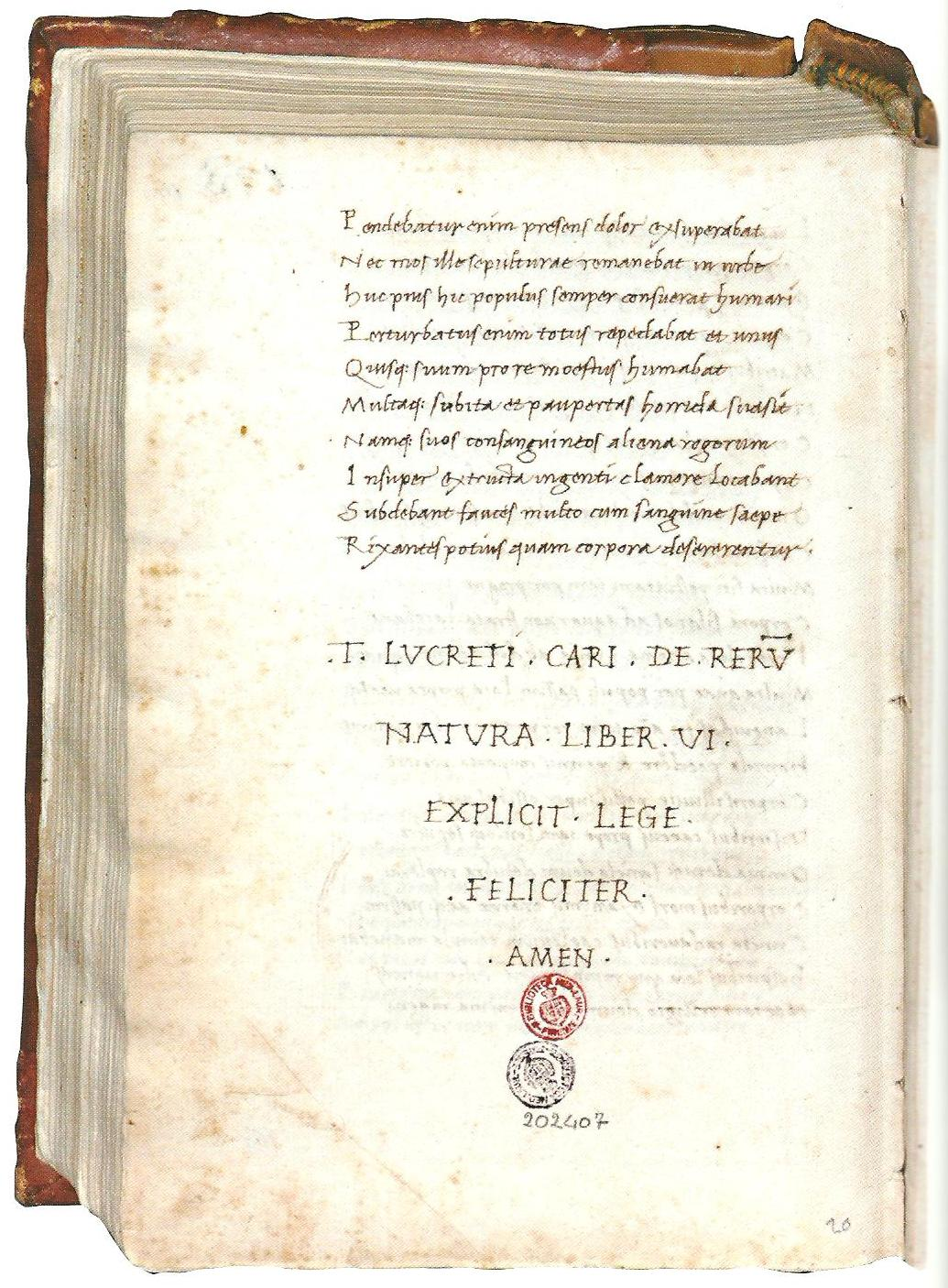
Explicit del De rerum natura, trascritto da Niccolò Niccoli.

Uno dei più sensazionali ritrovamenti attribuiti a Poggio è il De rerum natura di Lucrezio, avvenuto a San Gallo nel 1417 (Poggio tenne segreto il nome della località). La trascrizione effettuata dal copista di Bracciolini fu immediatamente ricopiata dall'umanista Niccolò Niccoli, amico di Poggio. Questi due esemplari rimasero la fonte di tutte le edizioni di Lucrezio apparse nei secoli XV-XVI.
Tra il 1452 e il 1453 fu protagonista di un'accesa polemica con Lorenzo Valla in cui, all'interno del comune recupero dell'Antico, si contrapposero concezioni opposte della cultura umanistica: da una parte il metodo filologico e storicizzato e l'esigenza della scientificità e del rigore nell'uso linguistico del latino (Valla); dall'altra l'approccio di Poggio, più entusiastico e incentrato sulla rivalutazione della continuità culturale tra cultura antica e letteratura cristiana e medievale e sul mito della retorica. Poggio Bracciolini identificò nella figura di Cicerone il massimo esempio di buon rétore e cercò di conformarsi totalmente al suo stile, convinto della trasmissibilità attraverso le epoche dell'insegnamento degli antichi.

## Padre della scrittura umanistica rotonda

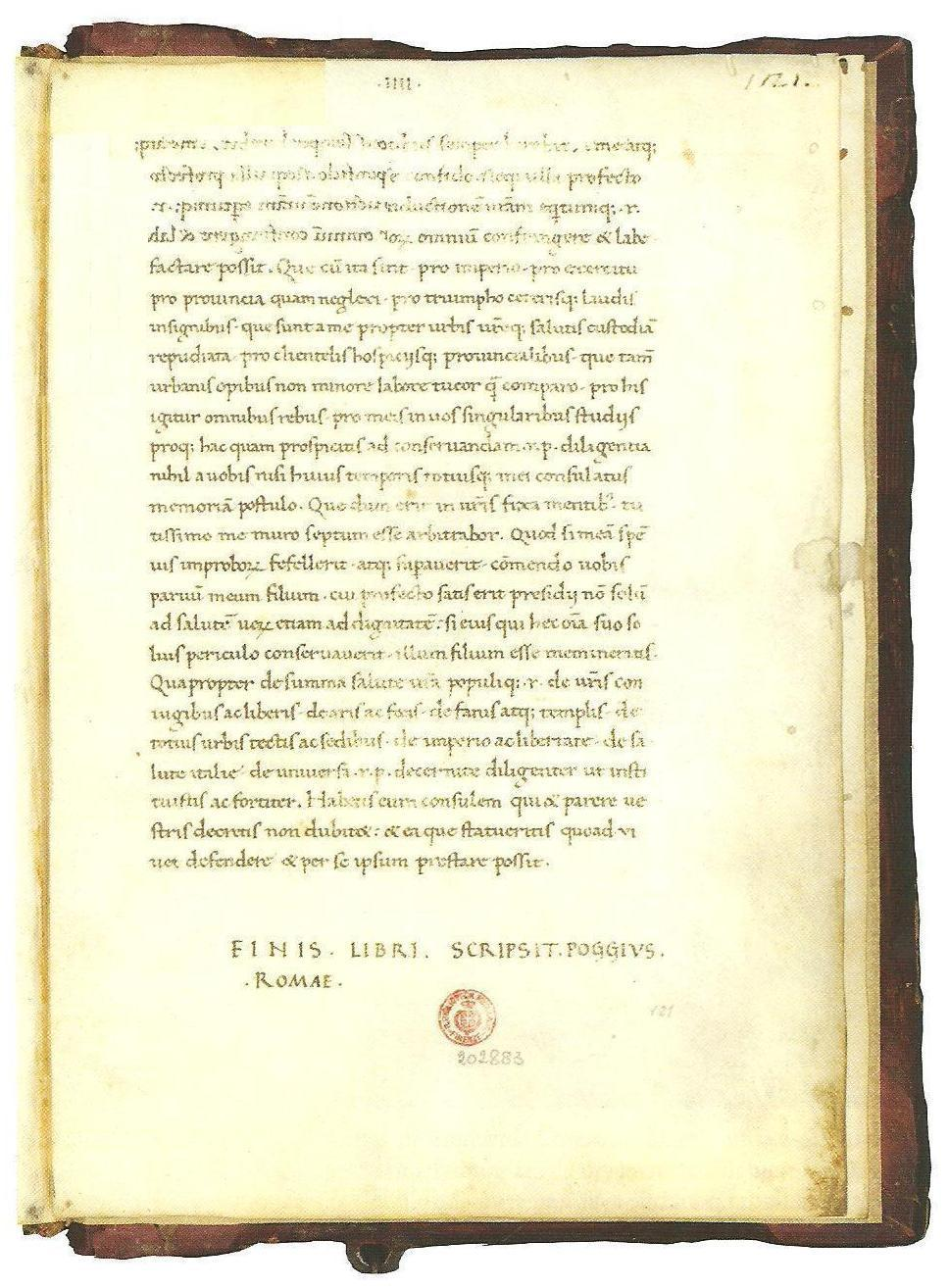
Nel 1425 Poggio firma la sua trascrizione di Cicerone.

Poggio fu anche copista e trascrisse di propria mano molti dei manoscritti da lui ritrovati (sono almeno sedici le copie a lui attribuite), in una grafia chiara ed elegante. Bracciolini realizzò così le aspettative che Francesco Petrarca e Coluccio Salutati avevano espresso circa cento anni prima. I due letterati, infatti, avevano auspicato un ritorno alla scrittura carolina in opposizione all'allora predominante scrittura gotica, di difficile lettura. Con Poggio Bracciolini e Niccolò Niccoli nacque attorno al 1400 a Firenze la scrittura umanistica: Poggio è considerato il padre della scrittura umanistica minuscola rotonda (la cosiddetta littera antiqua), Niccoli della scrittura umanistica minuscola corsiva.
Grazie alla loro riforma grafica, quando fu inventata la stampa i caratteri tipografici usati in Italia imitarono la minuscola umanistica e non quella gotica. Essi sono i prototipi degli odierni tondo e corsivo.

## Opere

### Originali

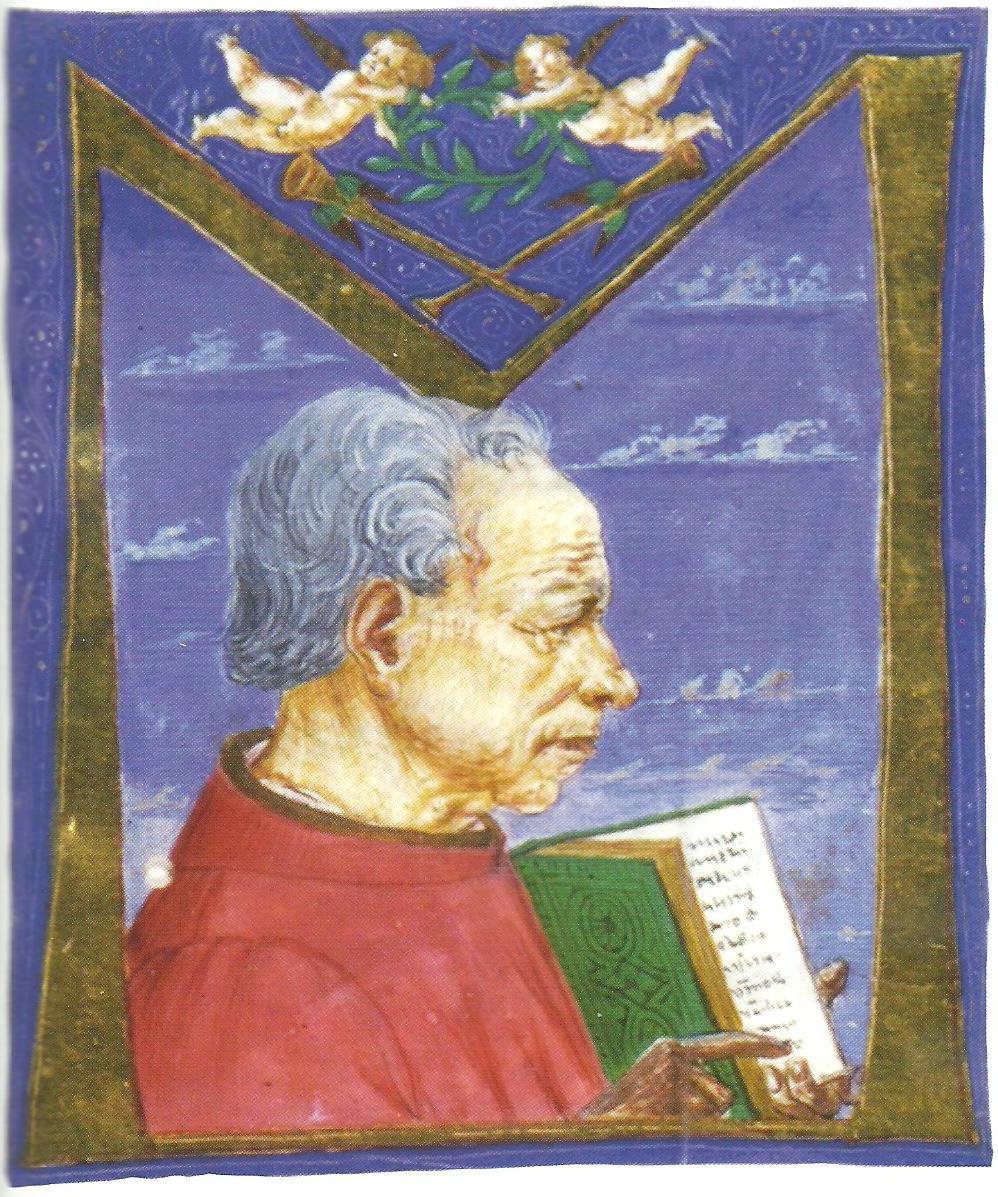
Poggio all'età di 68 anni. Manoscritto del De varietate fortunae.

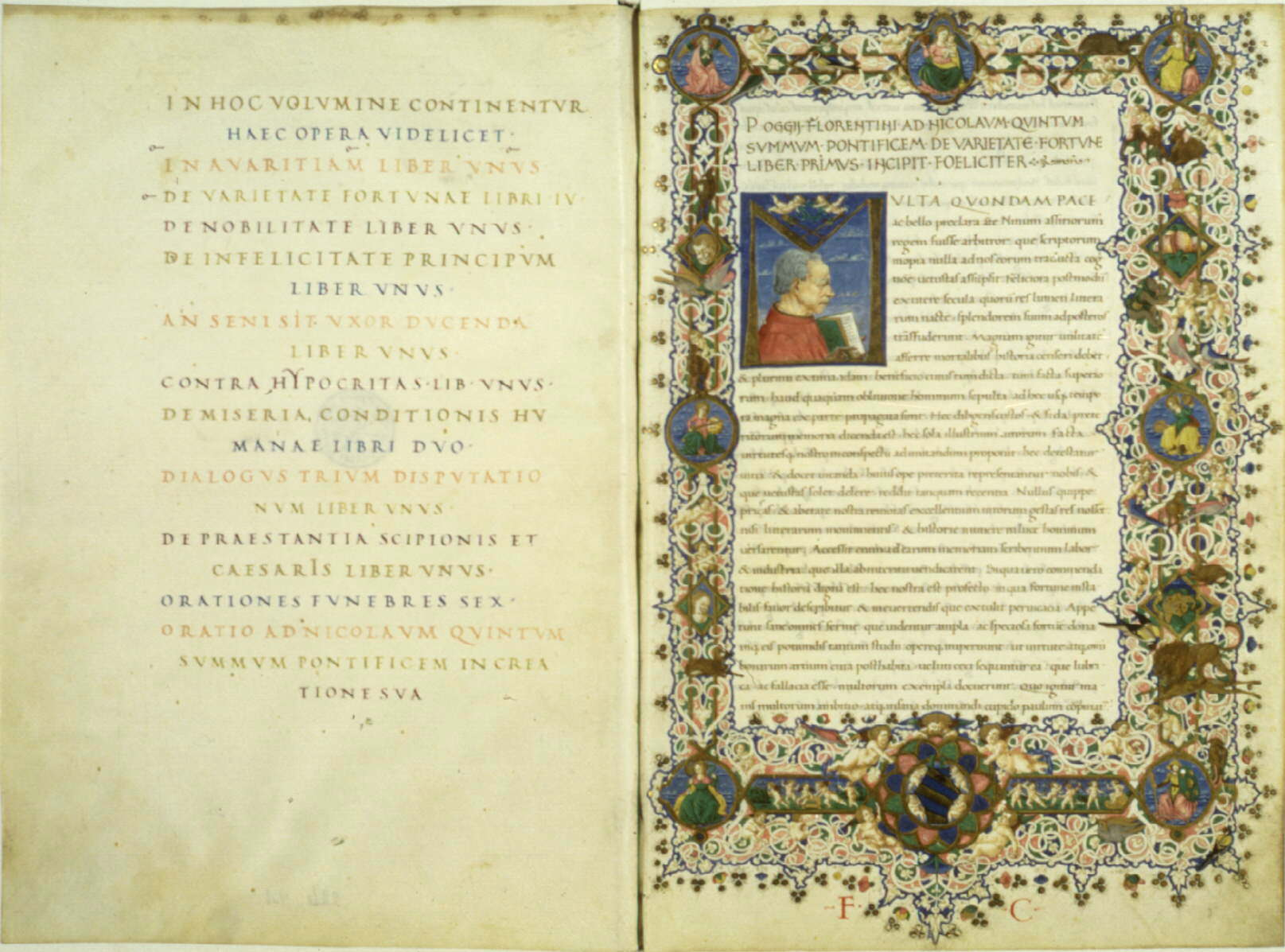
De varietate fortunae. Dedica di Poggio a Papa Niccolò V. In alto a destra nella pagina compare il suo ritratto.

Avendo dedicato tutta la vita alla professione di segretario personale del pontefice, Poggio Bracciolini non fu scrittore a tempo pieno. Fu comunque autore di diversi dialoghi: sull'avarizia, la nobiltà, l'ipocrisia. Inoltre scrisse un'opera sulla storia di Firenze.
Anni romani (1423-1453)
Nell'Urbe Poggio scrisse i seguenti dialoghi: De avaritia (1425-8, di cui informa F. Barbaro nel 1428), De infelicitate principum (1444) e Contra hypocritas (1447-9). Poi, An seni sit uxor ducenda (1436), Dialogus trium disputationum e De praestantia Caesaris et Scipionis, in realtà un'epistola-trattato diretta a Scipione Mainenti, nella quale difendeva il modello repubblicano utilizzando la figura di Publio Cornelio Scipione. La lunga permanenza a Roma gli consentì di studiare approfonditamente le vestigia del passato. I suoi studi furono raccolti nel De varietate fortunae (1431-1448). Tale opera è considerata una delle più importanti testimonianze sui monumenti romani scritta nel XV secolo. Essa si apre con una descrizione delle rovine di Roma: esse sono monumentum della fragilità delle cose umane (spunto avuto probabilmente dall'umanista, e collega in Curia, Biondo Flavio, che nel 1446 scrisse un Roma instaurata, opera di "restauro" topografico di Roma antica). A Roma Bracciolini ebbe modo anche di collezionare storie aneddotiche e novelle, successivamente raccolte nel volume Facetiae ("Liber facetiarum","Facezie" o, forse più correttamente, "Fiabe", 1438-1452).
Poggio Bracciolini raccolse il proprio epistolario in dieci libri, di cui si conoscono tre redazioni: la prima comprendeva solo le lettere al Niccoli (datate al 1435 circa), poi dal 1438 cominciò la raccolta dell'epistolario completo, che portò a termine a Firenze con le ultime lettere (scritte negli anni dal 1445 al 1459). Fu anche un fecondo autore di invettive, soprattutto quando sostenne dispute con altri umanisti.
Anni fiorentini (1453-1459)
Nel periodo in cui risiedette a Firenze, in età avanzata, scrisse:
- un dialogo in due volumi intitolato De miseria humanae conditionis ("La miseria della condizione umana"), 1455;
- una Historia florentina, che copriva circa un centinaio d'anni (dalla metà del Trecento alla sua epoca).

### Traduzioni
Dal greco al latino
- la Ciropedia di Senofonte
- Lucio o l'asino di Luciano di Samosata
- i primi cinque libri della Biblioteca storica di Diodoro Siculo

### Edizioni
- Poggio Bracciolini, Historia Florentina, (traduzione italiana) Impresso a Vinegia, Jacques Le Rouge, 1476. URL consultato il 24 giugno 2015.
- Poggio Bracciolini, Historia disceptativa tripartita convivalis. Edizione critica, traduzione e commento a cura di Fulvio Delle Donne, Teodosio Armignacco, Gian Galeazzo Visconti. Sismel Edizioni del Galluzzo, Firenze, 2019